# Gran Consiglio (Giura)
Il Gran Consiglio del Canton Giura (in lingua francese Parlement de Jura) è il parlamento del cantone.

## Elezione
L'elezione del Gran Consiglio avviene ogni 4 anni in contemporanea con quella del Consiglio di Stato.